# Őriszentpéter
Őriszentpéter là một thành phố thuộc hạt Vas, Hungary. Thành phố này có diện tích 33,56 km², dân số năm 2010 là 1187 người, mật độ 35 người/km².